# Saverne
Saverne là một xã trong tỉnh Bas-Rhin, thuộc vùng Grand Est của nước Pháp, có dân số là 11201 người (thời điểm 1999).

## Thông tin nhân khẩu
| 1962  | 1968  | 1975   | 1982   | 1990   | 1999   |
| ----- | ----- | ------ | ------ | ------ | ------ |
| 9 056 | 9 682 | 10 170 | 10 327 | 10 278 | 11 201 |

## Địa điểm tham quan
- Lâu đài Rohan (1790)
- Lâu đài Haut-Barr
- Phố cổ với nhiều ngôi nhà từ thế kì 16/17.

Saverne
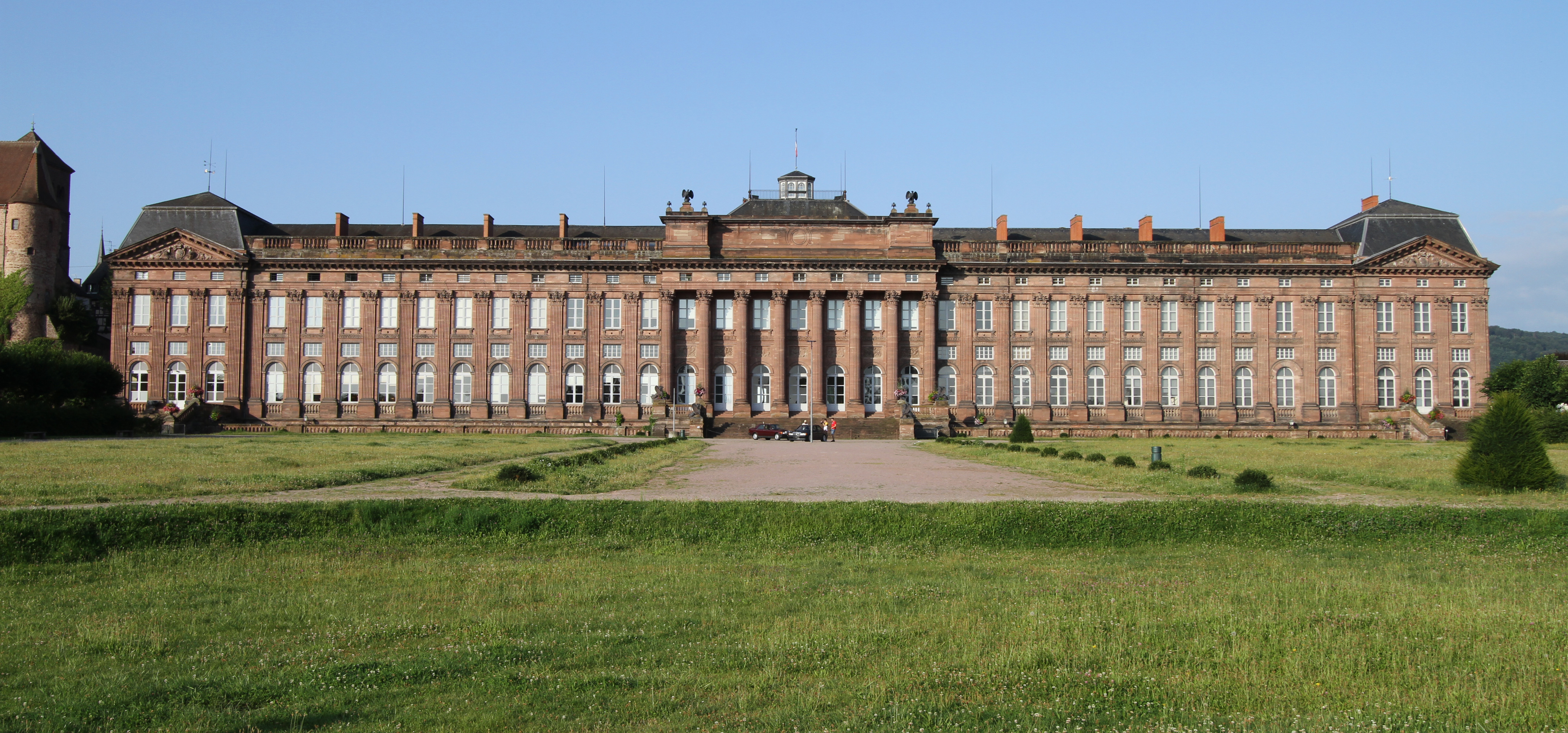
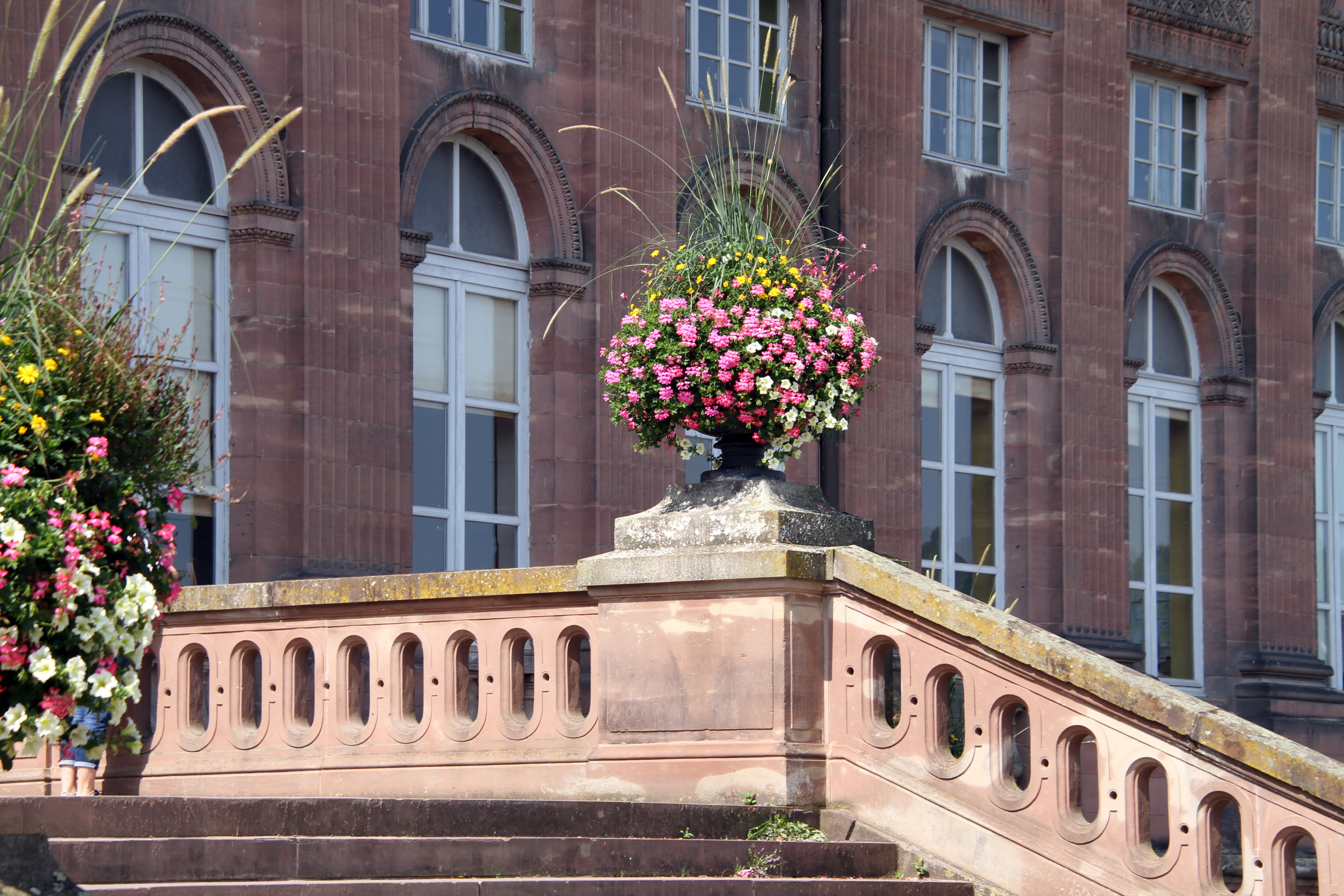
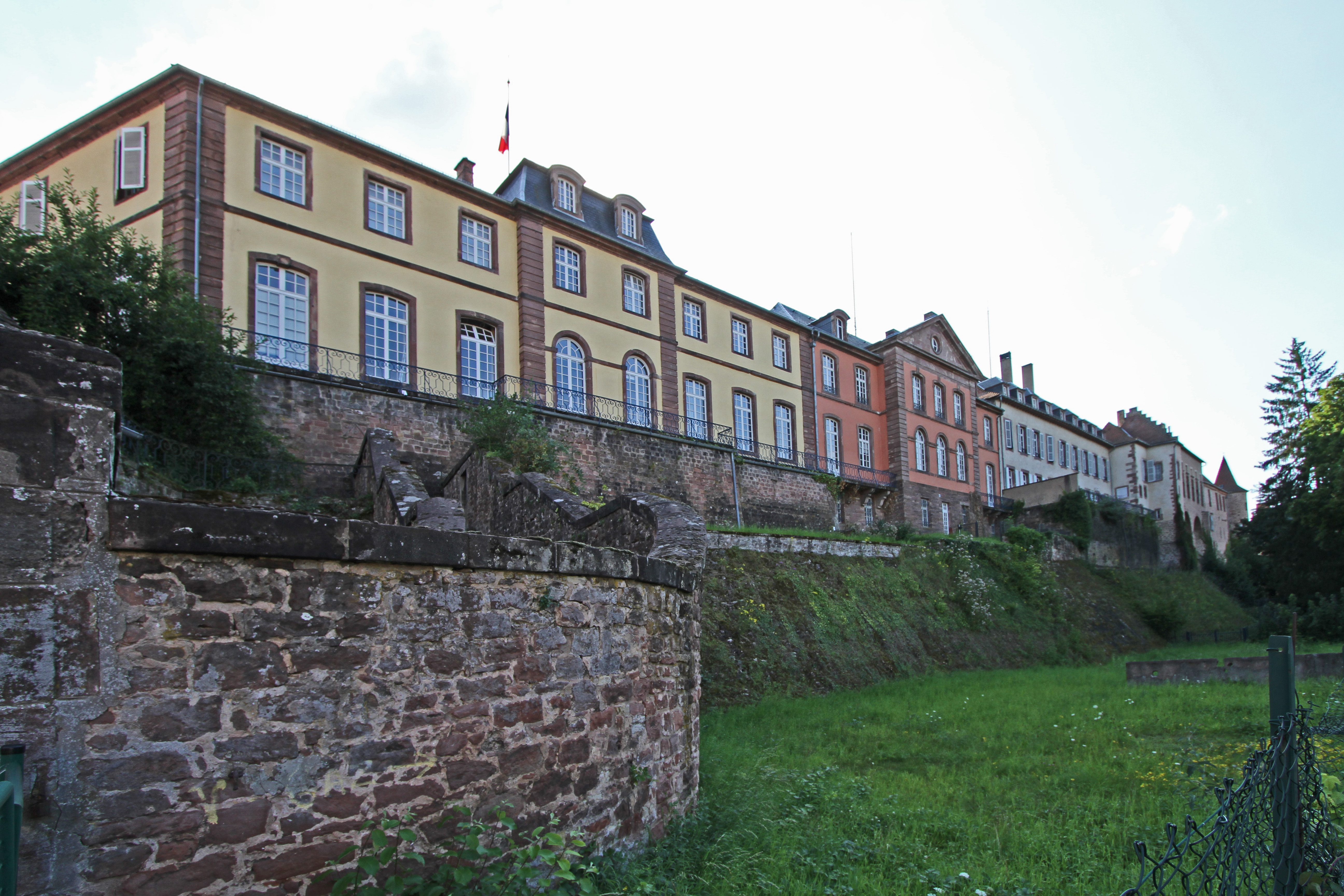
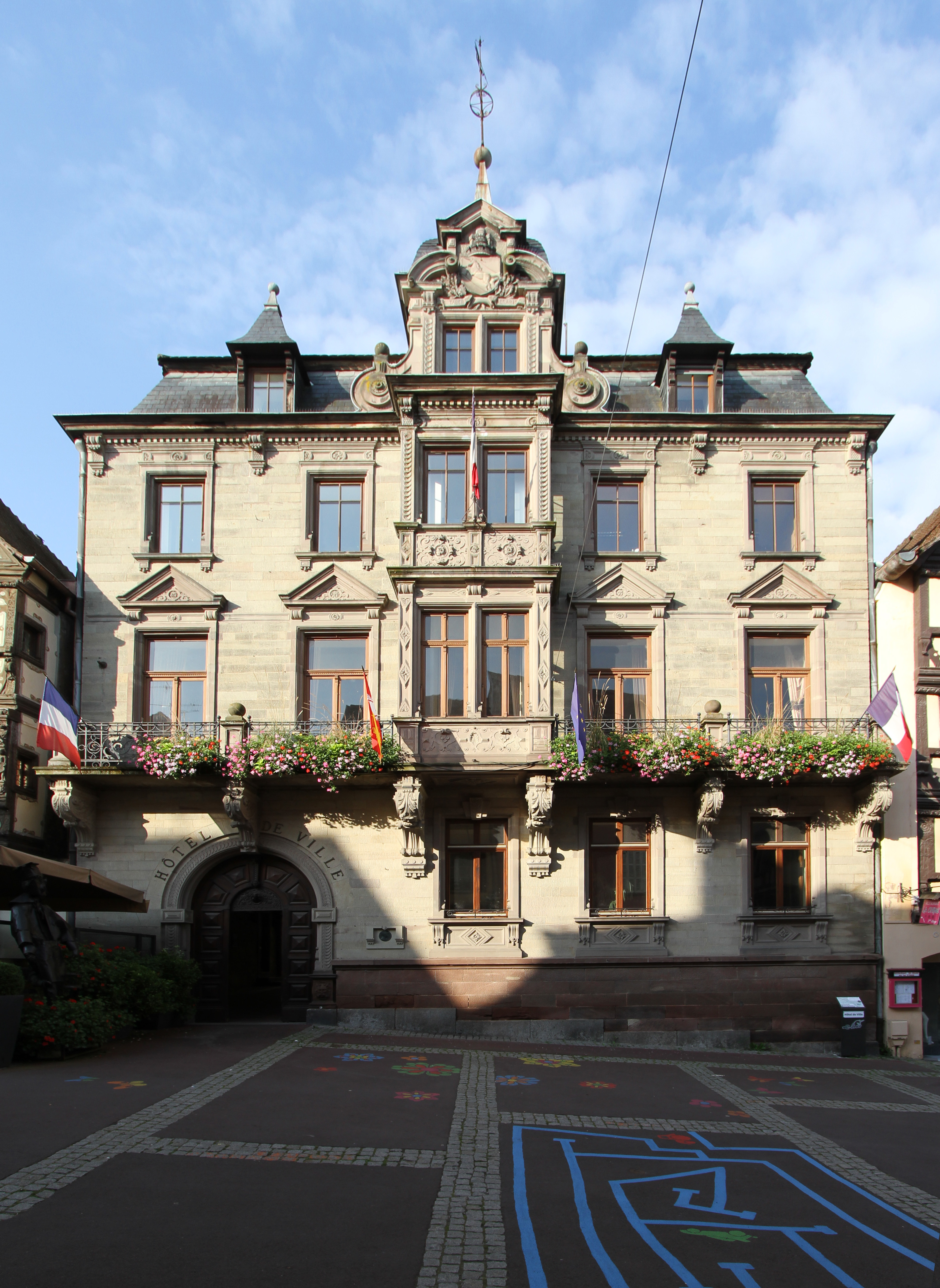
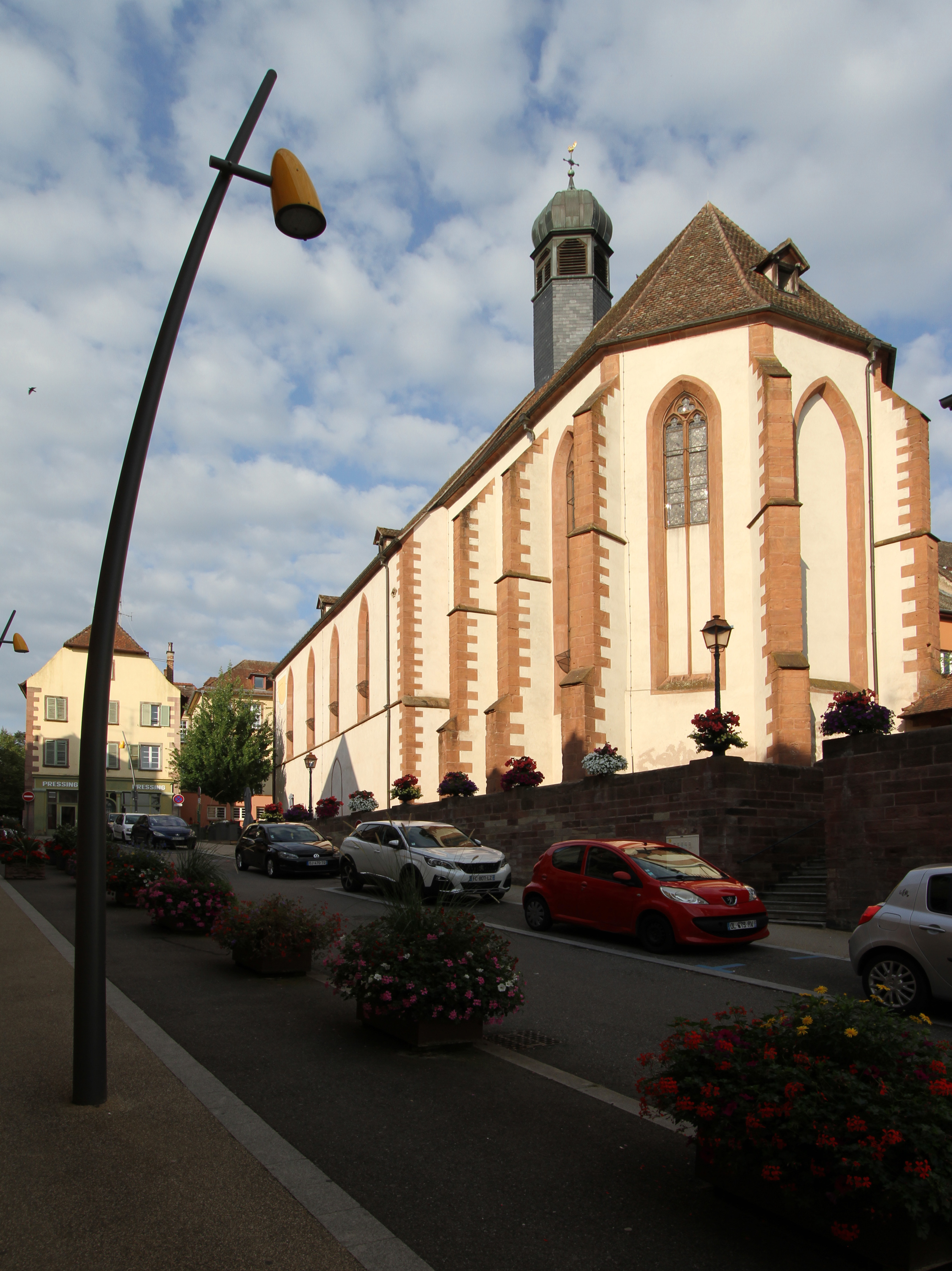
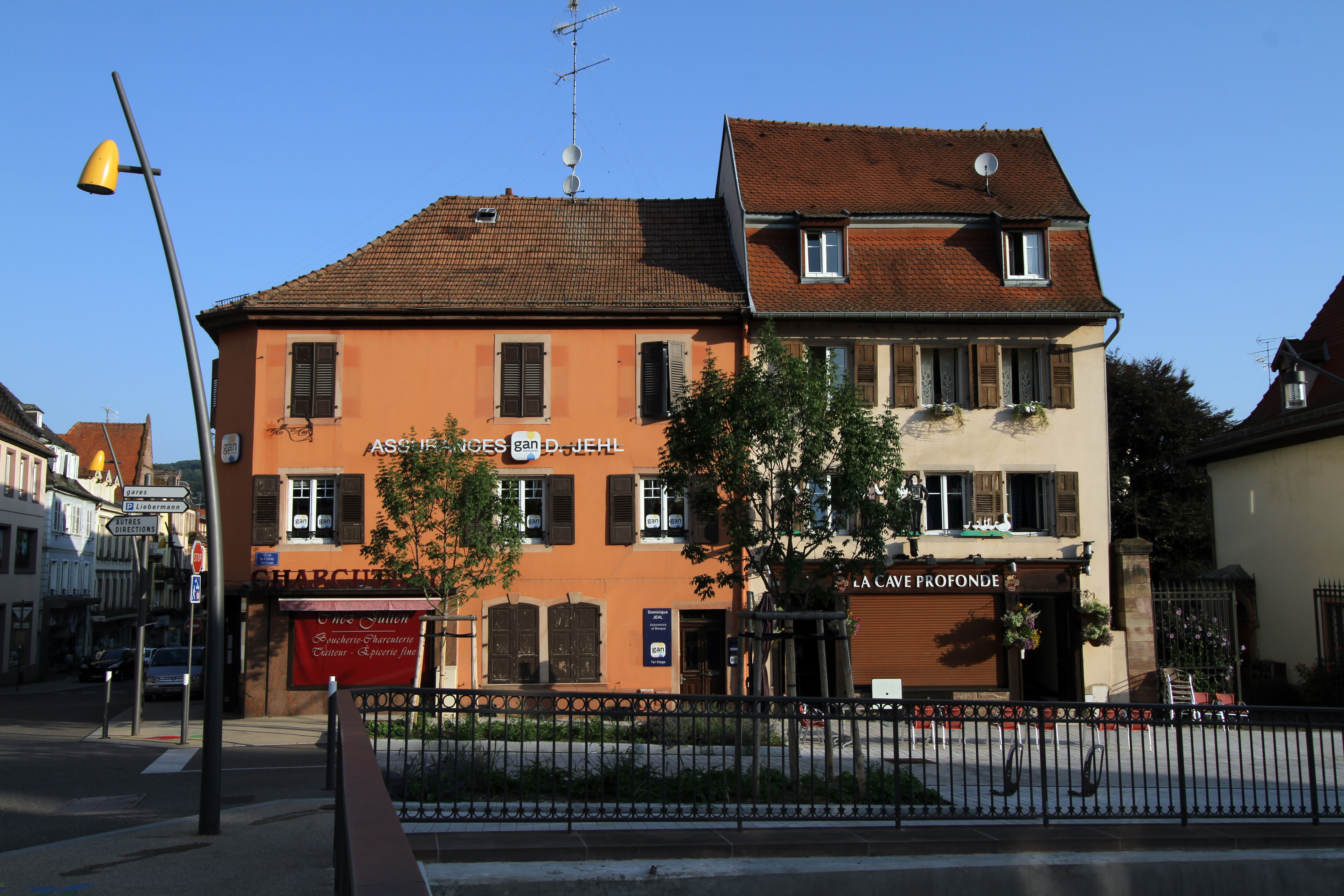
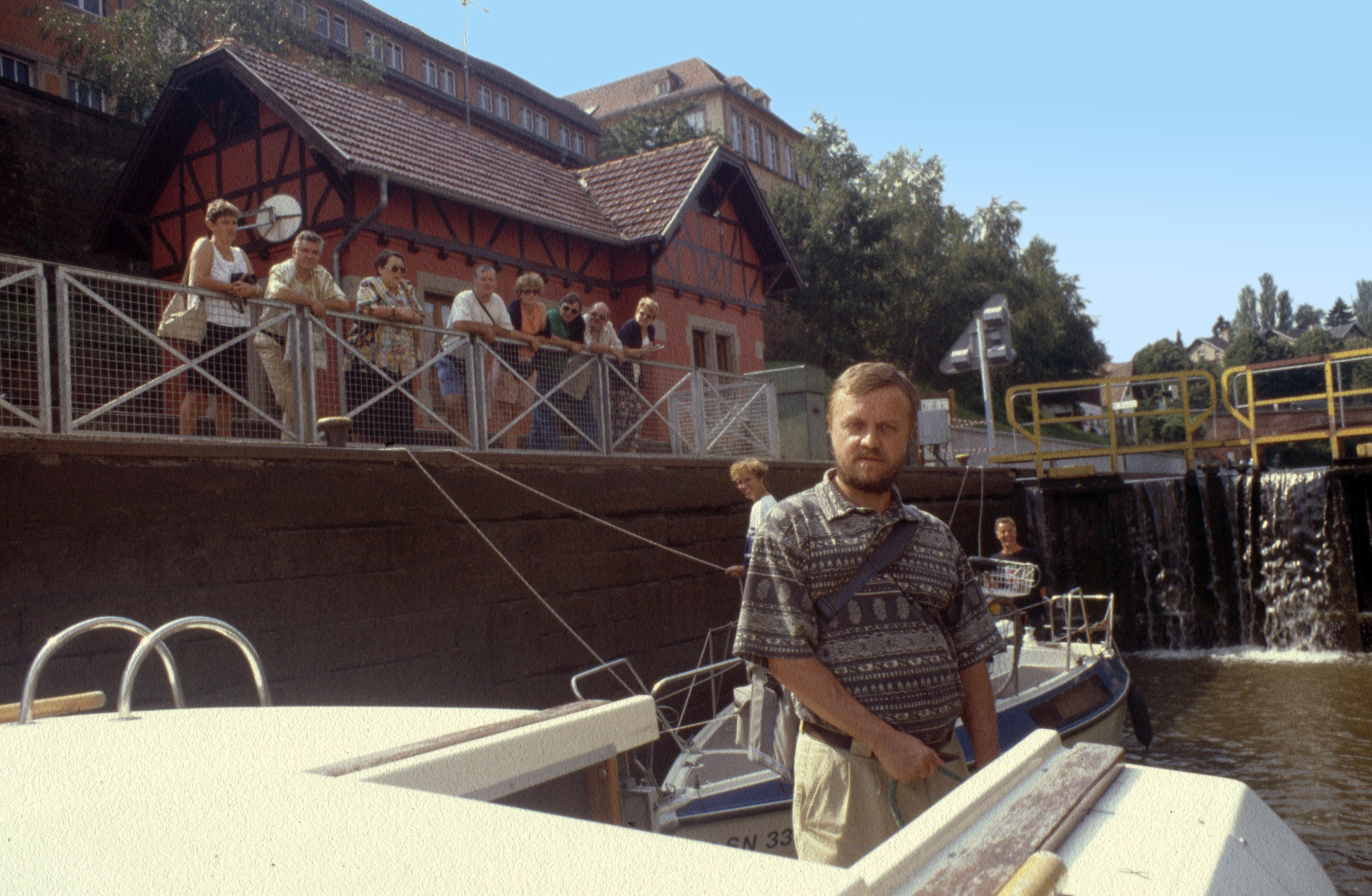
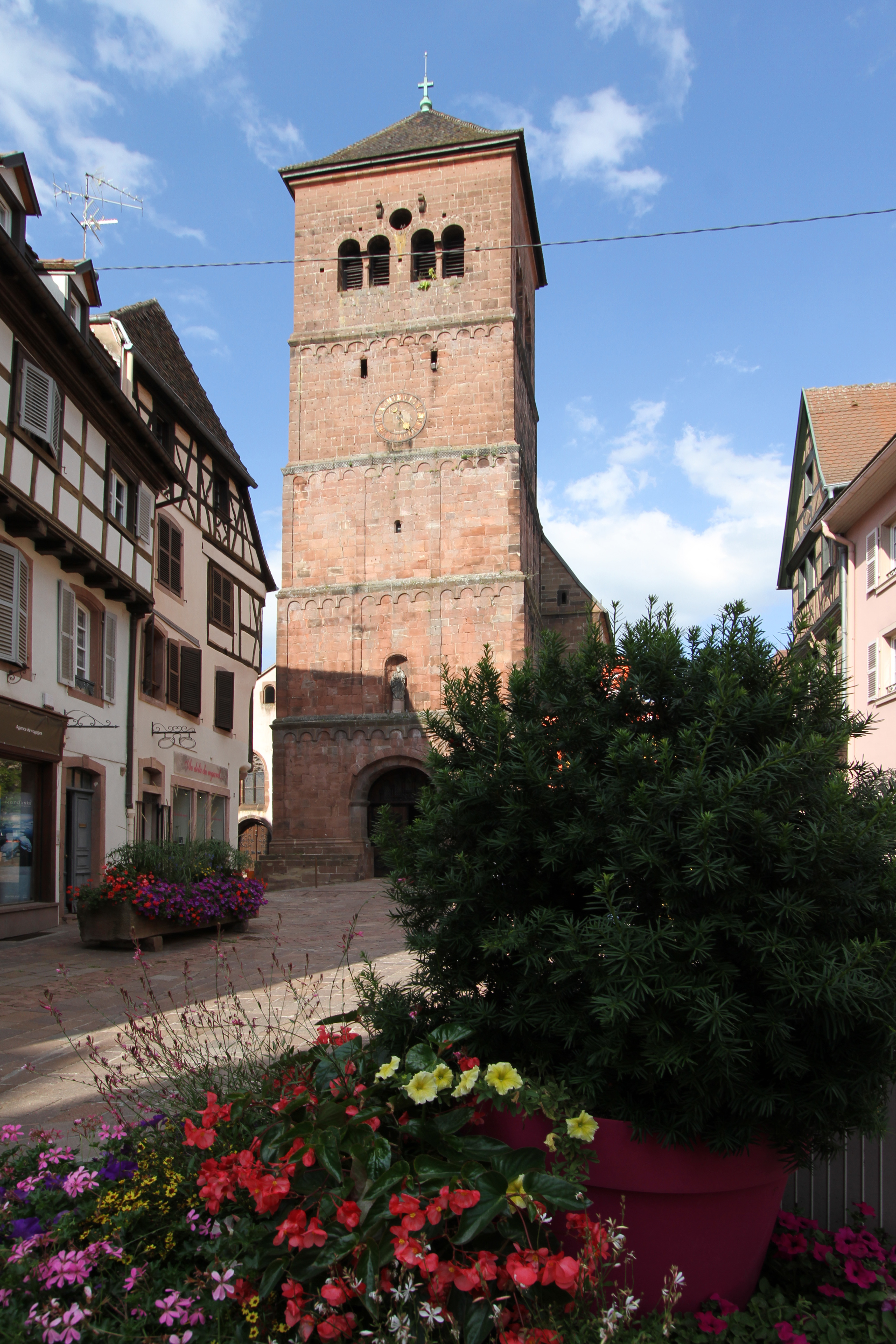
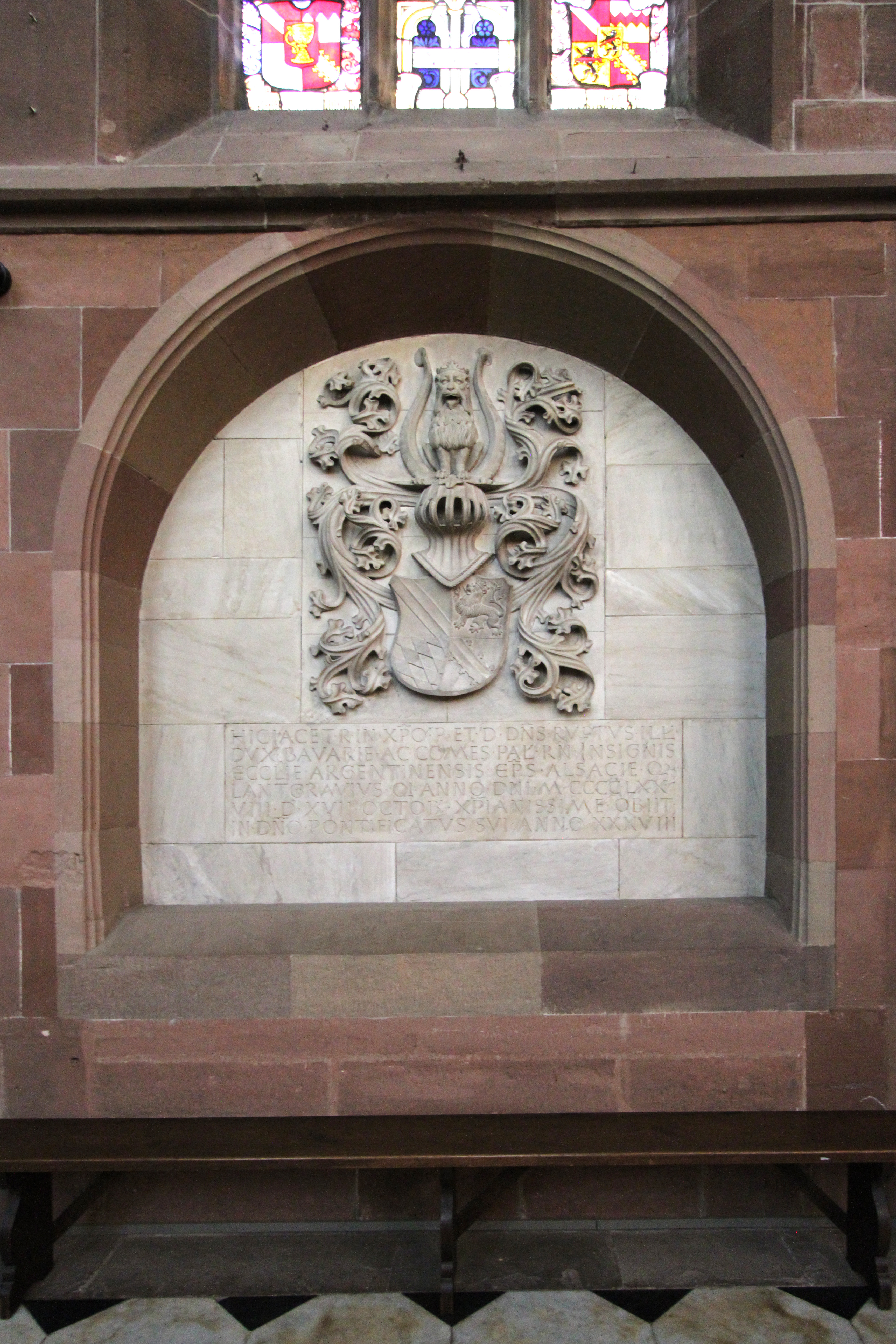